# Росс, Алекс (художник)
Нельсон Александр Росс (англ. Nelson Alexander Ross; род. 22 января 1970, Портленд, Орегон, США) — американский художник комиксов.

## Ранние годы
Росс родился в Портленде и вырос в Лаббоке. Его отец Кларк был министром, а мать Линетт — коммерческим художником. Алекс впервые начал рисовать в возрасте трёх лет. Ему стали интересны супергерои, когда он увидел Человека-паука в эпизоде детского телесериала «The Electric Company».
На Росса повлияли такие художники комиксов, как Джон Ромита-старший, Нил Адамс, Джордж Перес и Берни Райтсон. Алекс пытался подражать стилю Переса, когда работал над супергероями. К 16 годам Росс открыл для себя реалистичные работы Эндрю Лумиса и Нормана Роквелла и предвидел, что однажды подобные стили будут применены к комиксам.
В 17 лет Росс поступил в Американскую академию искусств в Чикаго, где училась его мать. Там он познакомился с работами таких художников, как Дж. К. Лейендекер и Сальвадор Дали, чьё «гиперреалистичное качество», как заметил Росс, не так уж далеко от комиксов. Именно в это время у него родилась идея рисовать свои собственные комиксы. Росс получил высшее образование через три года.

## Награды
- National Cartoonists Society Comic Book «Reuben» Awards
  - 1998 — National Cartoonists Society — Comic Book «Reuben» Award
- Eisner Awards
  - 1994 — Will Eisner Comic Industry Awards — Best Painter/Multimedia Artist
  - 1996 — Will Eisner Comic Industry Awards — Best Cover Artist
  - 1997 — Will Eisner Comic Industry Awards — Best Cover Artist
  - 1997 — Will Eisner Comic Industry Awards — Best Painter/Multimedia Artist
  - 1998 — Will Eisner Comic Industry Awards — Best Cover Artist
  - 1998 — Will Eisner Comic Industry Awards — Best Painter/Multimedia Artist
  - 1999 — Will Eisner Comic Industry Awards — Best Painter/Multimedia Artist
  - 2000 — Will Eisner Comic Industry Awards — Best Cover Artist
  - 2000 — Will Eisner Comic Industry Awards — Best Painter/Multimedia Artist
  - 2003 — Will Eisner Comic Industry Awards — Bob Clampett Humanitarian
- Harvey Awards
  - 1994 — Harvey Awards — Best Artist or Penciller
  - 1997 — Harvey Awards — Best Artist or Penciller
  - 1996 — Harvey Awards — Best Cover Artist
  - 1997 — Harvey Awards — Best Cover Artist
  - 1998 — Harvey Awards — Best Cover Artist
  - 1999 — Harvey Awards — Best Cover Artist